# Salizzole
Salizzole är en ort och kommun i provinsen Verona i regionen Veneto i Italien. Kommunen hade 3 792 invånare (2018).